# Moustache
François-Alexandre Galepides, detto Moustache (Parigi, 14 febbraio 1929 – Arpajon, 25 marzo 1987), è stato un batterista, attore e imprenditore francese.

## Biografia
Moustache (che deve il soprannome ai suoi vistosi baffi) proveniva da una famiglia di emigranti greci ed iniziò la sua carriera di batterista jazz nel 1948 nell'orchestra Lorientais di Claude Luter, con la quale esordì nei club del quartiere parigino di Saint-Germain-des-Prés. Assieme a Luter accompagnava regolarmente Sidney Bechet. A partire dal 1950 lavorò con proprie formazioni come i Sept complices (1956-1957). Con il suo gruppo Moustache et ses Moustachus suonava parodie di canzoni rock and roll come Le Croque-Crane-Creux su testo di Boris Vian. Nel 1967 lavorò coi Gros minets, con esibizioni - tra le altre - all'Olympia di Parigi. Dei Gros minets facevano parte oltre a Moustache, il pianista Jean Constantin, il vibrafonista Géo Daly, il trombonista Jordi Coll e il sassofonista Michel Attenoux. Nel 1978 fondò con Attenoux, Marcel Zanini, François Guin ed altri l'ènsamble Les petits Français, che eseguiva versioni jazz delle canzoni dello chansonnier Georges Brassens.
Moustache gestiva un ristorante che portava il suo nome in Avenue Duquesne a Parigi, oltre a diversi club (negli anni sessanta particolarmente noto fu il Bilboquet, a partire dal 1976 il Jazz Club de l'Hôtel Méridien Étoile).
Oltre a ciò Moustache intraprese, alla metà degli anni cinquanta una fortunata carriera di comico ed attore, spesso in ruoli di musicista. Tra gli altri è apparso in film di Henri Verneuil (Paris, Palace Hôtel, 1956), Billy Wilder (Arianna, 1957 e Irma la dolce, 1963), Maurice Régamey (Omicidio a pagamento, 1957), Pierre Schoendoerffer (Ramuntcho, 1959), Martin Ritt (Paris Blues, 1961), Peter Ustinov (Lady L, 1965), William Wyler (Come rubare un milione di dollari e vivere felici, 1966), Duccio Tessari (Zorro, 1975) e Jean-Louis Trintignant (Le maître-nageur, 1979).
Moustache morì ad Arpajon il 25 marzo 1987 in seguito ad un incidente stradale.

## Filmografia parziale
- Paris, Palace Hôtel, regia di Henri Verneuil (1956)
- Arianna (Love in the Afternoon), regia di Billy Wilder (1957)
- Omicidio a pagamento (Comme un cheveu sur la soupe), regia di Maurice Régamey (1957)
- Ramuntcho, regia di Pierre Schoendoerffer (1959)
- Paris Blues, regia di Martin Ritt (1961)
- I celebri amori di Enrico IV (Vive Henri IV... vive l'amour!), regia di Claude Autant-Lara (1961)
- Irma la dolce (Irma la Douce), regia di Billy Wilder (1963)
- La pappa reale (La bonne soupe), regia Robert Thomas (1964)
- Lady L, regia di Peter Ustinov (1965)
- Come rubare un milione di dollari e vivere felici (How to Steal a Million), regia di William Wyler (1966)
- La pulce nell'orecchio (A Flea in Her Ear), regia di Jacques Charon (1968)
- Zorro, regia di Duccio Tessari (1975)
- La paura dietro la porta (Au-delà de la peur), regia di Yannick Andréi (1975)
- Le maître-nageur, regia di Jean-Louis Trintignant (1979)
- Due ore meno un quarto avanti Cristo (Deux heures moins le quart avant Jésus-Christ), regia di Jean Yanne (1982)